# Линч, Бенито
Бени́то Линч (исп. Benito Lynch; 25 июля 1885, Буэнос-Айрес, Аргентина — 23 декабря 1951, Ла-Плата, Аргентина) — аргентинский писатель и сценарист.

## Биография
Родился в семье выходцев из Ирландии, владевших поместьем, что дало сюжетную основу для большинства его романов. В их центре, как правило, любовный конфликт, разворачивающихся в степных поместьях. Будучи реалистом, воссоздал достоверную картину развития капиталистических отношений в аргентинской деревне на рубеже XIX—XX веков.
Он написал более сотни рассказов, большинство из в стиле литературы неогаучо, которая иногда вызывает ассоциации с магическим реализмом. Эксцентричные, причудливые рассказы Линча часто экранизировались и ставились на сцене. 
Линч слыл затворником вроде Эмили Дикинсон, прожив всю свою жизнь с двумя незамужними сестрами в большом старом доме в Ла-Плате. Но при этом он также был спортивным болельщиком, а ранее и сам играл в профессиональный футбол, в том числе в первом организованном матче, зарегистрированном в Ла-Плате.

## Сочинения

### Романы
- Стервятники «Флориды» (1916, русский перевод 1963)
- Ракела (1918)
- Англичанин — искатель костей (1924, в русском переводе — «Мистер Джеймс ищет черепа», 1969)
- Роман одного гаучо (1930)

### Публикации
- Plata dorada. — Buenos Aires, 1909.
- De los campos portenos. Cuentos. — Buenos Aires, [1931]. в рус. пер. — Пегий жеребёнок // Скромные дороги. — М., 1959.
- Поневоле // Аргентинские рассказы. — М., 1962.